# 瓜维那塘鳢属
瓜维那塘鳢属为鰕虎鱼目鰕虎鱼亚目塘鱧科下的一个属。原产于美洲太平洋和大西洋沿岸的淡水、海水和咸水。

## 下属物种
- 古巴瓜維那塘鱧（Guavina guavina）
- 小眼瓜維那塘鱧（Guavina micropus）

## 生活习性
海洋; 淡水; 半咸淡水 居于水底的; 非产卵性溯降河的热带

## 扩展阅读
- 維基物種上的相關：瓜维那塘鱧属
- WoRMS数据：http://www.marinespecies.org/aphia.php?p=taxdetails&id=269270 （页面存档备份，存于）